# Храбнхилдур Лутерсдоутир
Храбнхилдур Лутерсдоутир (исл. Hrafnhildur Lúthersdóttir; Хабнарфјердир, 2. август 1991) исландска је пливачица чија специјалност је пливање прсним стилом. Тренутно студира криминологију на Флоридском универзитету у Сједињеним Америчким Државама.
Представљала је Исланд на две узастопне олимпијаде, у Лондону 2012. и Рију 2016. године. У Лондону је учестовала као део исландске штафете 4×100 мешовито, али није успела да се квалификује у финале. Четири године касније, у Рио де Жанеиру, такмичила се у обе трке прсним стилом. Највећи успех остварила је у трци на 100 метара прсно у којој је успела да се пласира у финале, где је са временом од 1:07.18 заузела високо 6. место, што је уједно био и најбољи пласман исландских спортиста на тим олимпијским играма. На дупло дужој деоници окончала је такмичење у полуфиналу на 11. месту. Носила је заставу Исланда током дефилеа нација на церемонији свечаног затварања игара у Рио де Жанеиру. 
Најевћи успех у каријери остварила је на европском првенству 2016. у Лондону где је освојила два сребра (у тркама на 50 и 100 метара прсно) и једну бронзу (на 200 прсно).